# Andover (Florida)
Andover fue un lugar designado por el censo ubicado en el condado de Miami-Dade en el estado estadounidense de Florida. En el Censo de 2000 tenía una población de 8.489 habitantes y una densidad poblacional de 1,85 personas por km².

## Geografía
Andover se encuentra ubicado en las coordenadas 25°57′58″N 80°12′19″O / 25.96611, -80.20528. Según la Oficina del Censo de los Estados Unidos, Andover tiene una superficie total de 4.6 km², de la cual 4.3 km² corresponden a tierra firme y (6.52%) 0.3 km² es agua.

## Demografía
Según el censo de 2000, había 8.489 personas residiendo en Andover. La densidad de población era de 1,85 hab./km². De los 8.489 habitantes, Andover estaba compuesto por el 22.04%% blancos, el 70.97%% eran afroamericanos, el 0.97%% eran amerindios, el 1.14%% eran asiáticos, el 0.02%% eran isleños del Pacífico, el 3.07%% eran de otras razas y el 2.47%% pertenecían a dos o más razas. Del total de la población el 14.81%% eran hispanos o latinos de cualquier raza.